# Elimination Chamber (2021)
L'édition 2021 d'Elimination Chamber est un Premium Live Event de catch (lutte professionnelle) produit par la World Wrestling Entertainment, une fédération de catch américaine qui est télédiffusée et visible en paiement à la séance sur le WWE Network. L'événement a eu lieu le 21 février 2021 au Tropicana Field à St. Petersburg (Floride). Il s'agit de la 11e édition d'Elimination Chamber.

## Contexte
Les spectacles de la World Wrestling Entertainment (WWE) sont constitués de matchs aux résultats prédéterminés par les scénaristes de la WWE. Ces rencontres sont justifiées par des storylines – une rivalité avec un catcheur, la plupart du temps – ou par des qualifications survenues dans les shows de la WWE telles que Raw et SmackDown. Tous les catcheurs possèdent une gimmick, c'est-à-dire qu'ils incarnent un personnage gentil (Face) ou méchant (Heel), qui évolue au fil des rencontres. Un événement comme Elimination Chamber est donc un événement tournant pour les différentes storylines en cours,.

## Tableau des matchs
| Ordre par numéros | Résultat                                                                           | Stipulation(s) | Temps |
| --- | ---------------------------------------------------------------------------------- | --- | ----- |
| 1P | John Morrison bat Mustafa Ali, Ricochet et Elias                                   | Fatal 4-Way match Le vainqueur s'ajoutera dans le match pour le WWE United States Championship                                                | 7:10  |
| 2 | Daniel Bryan bat Jey Uso, Cesaro, Kevin Owens, Sami Zayn et King Corbin            | SmackDown's Men's Elimination Chamber match Le vainqueur affrontera Roman Reigns pour le WWE Universal Championship plus tard dans la soirée. | 34:20 |
| 3 | Roman Reigns (c) (avec Paul Heyman) bat Daniel Bryan par KO technique              | Match simple pour le WWE Universal Championship                                                                                               | 1:35  |
| 4 | Riddle bat Bobby Lashley (c) (avec MVP) et John Morrison                           | Triple Threat match pour le WWE United States Championship                                                                                    | 8:40  |
| 5 | Nia Jax (c) et Shayna Baszler (c) battent Sasha Banks et Bianca Belair             | Tag Team match pour les WWE Women's Tag Team Championship                                                                                     | 9:35  |
| 6 | Drew McIntyre (c) bat Randy Orton, Jeff Hardy, AJ Styles, Sheamus et Kofi Kingston | Raw's Men's Elimination Chamber match pour le WWE Championship                                                                                | 31:10 |
| 7 | The Miz bat Drew McIntyre (c)                                                      | Match simple pour le WWE Championship Encaissement de la mallette Money in the Bank.                                                          | 0:30  |
| La lettre C placée entre parenthèses désigne la personne ou l’équipe championne en titre. P – indique que le match a eu lieu lors du pré-show |                                                                                    | |       |

## Détails des Elimination Chamber matchs

### Pour être le challenger au titre Universel de la WWE
| Ordre d'élimination | Catcheur     | Ordre d'entrée | Éliminé par  | Mouvement d'élimination | Temps |
| ------------------- | ------------ | -------------- | ------------ | ----------------------- | ----- |
| 1                   | King Corbin  | 3              | Cesaro       | Sharpshooter            | 17:45 |
| 2                   | Sami Zayn    | 4              | Kevin Owens  | Stunner                 | 25:30 |
| 3                   | Kevin Owens  | 5              | Jey Uso      | Superkick + Frog Splash | 26:50 |
| 4                   | Cesaro       | 1              | Jey Uso      | Frog Splash             | 32:50 |
| 5                   | Jey Uso      | 6              | Daniel Bryan | Running Knee            | 34:20 |
| Vainqueur           | Daniel Bryan | 2              | N/A          | N/A                     | 34:20 |

### Pour le titre de la WWE
| Ordre d'élimination | Catcheur      | Ordre d'entrée | Éliminé par   | Mouvement d'élimination | Temps |
| ------------------- | ------------- | -------------- | ------------- | ----------------------- | ----- |
| 1                   | Randy Orton   | 2              | Kofi Kingston | Tombé                   | 8:55  |
| 2                   | Kofi Kingston | 4              | Sheamus       | Brogue Kick             | 23:35 |
| 3                   | Jeff Hardy    | 1              | Drew McIntyre | Claymore Kick           | 25:15 |
| 4                   | Sheamus       | 6              | AJ Styles     | Phenomenal Forearm      | 30:15 |
| 5                   | AJ Styles     | 5              | Drew McIntyre | Claymore Kick           | 31:10 |
| Vainqueur           | Drew McIntyre | 3              | N/A           | N/A                     | 31:10 |